# Лагідна війна
Лагідна війна (англ. Lovely War) — підлітковий романтичний роман Джулі Беррі, що вийшов 5 березня 2019 року у видавництві Viking Books for Young Readers. Книжка стала бестселером The New York Times і отримала схвальні відгуки критиків.

## Прийняття
«Лагідна війна» — бестселер New York Times і загалом його добре сприйняли критики, зокрема він отримав рецензії з зірочками від Booklist, Kirkus Reviews, Publishers Weekly, School Library Journal, і Shelf Awareness.
Booklist написав: «Лагідна війна» ще раз доводить, що Беррі є однією із наших найамбітніших письменниць. На щастя для нас, ці амбіції так часто призводять до великого успіху».
Kirkus Reviews назвав цей роман «незабутньою романтичною історією, яка має такий олімпійський масштаб, людяність у своїй основі та ліричність у прозі, що вона, без сумніву, є божественно натхненною».
Численні рецензенти висвітлювали історичні аспекти книжки. Shelf Awareness підкреслив, як Беррі «вплітає фактичні історичні події та фони у вишукано створений, смішний і, так, епічний роман». Publishers Weekly писав: «Беррі... оживляє жахи та пристрасті воєнного часу з коментарями олімпійських богів у цій історії кохання, наповненій яскравими історичними подробицями». Booklist додав, що «всі ці деталі без зусиль вплітаються в сюжет, що є рідкісним за формою, але болісно знайомим за емоціями».
І написаний текст, і аудіокнига є книгами Гільдії молодших бібліотек.

### Нагороди та відзнаки
Ще до виходу роману «Лагідна війна» він потрапив до списків «найочікуваніших книг» Barnes & Noble та Cosmopolitan. Після виходу він потрапив до кількох списків «найкращих»:
- «Найкращі дитячі книжки 2019 року» за версією Wall Street Journal[10]
- «Найкращі книги BookPage 2019 року: підліткова література»[11]
- «Найкращий підлітковий роман Kirkus Reviews 2019»[12]
- BuzzFeed «31 книга для молоді, яку ми вважали найкращою у 2019 році»[13]
- «Найкращі дитячі та підліткові книги е-зину Shelf Awareness 2019 року»[14]
- «Найкраща історична художня проза The Young Folk 2019 року»[15]
- Назва з фанфарами Horn Book(2019)[16]
- Книга Блакитної стрічки Вісника Центру дитячої книги (2019)[17]

Аудіокнига, яку озвучили Аллан Кордунер і повний акторський склад, також отримала рецензію від Booklist, яка ствердила: «Це справді аудіопродукція на віки
».
| рік      | Нагорода                                 | Нагорода                               | Результат      | посилання     |
| -------- | ---------------------------------------- | -------------------------------------- | -------------- | ------------- |
| 2019 рік | Вибір редакції Booklist :                | Молодіжне аудіо                        | Вибір          | [ 19 ]        |
| 2019 рік | Нагорода Goodreads Choice Award          | Художня література для молоді          | Номінант       | [ 20 ]        |
| 2019 рік | Премія Вітні                             | —                                      | Переможець     | [ 21 ]        |
| 2020 рік | Премія Амелії Елізабет Волден            | —                                      | Переможець     | [ 22 ]        |
| 2020 рік | Американська бібліотечна асоціація       | Дивовижні аудіокниги для підлітків     | Вибір          | [ 23 ]        |
| 2020 рік | Американська бібліотечна асоціація       | Найкраща художня література для молоді | Десятка кращих | [ 24 ] [ 25 ] |
| 2020 рік | Audie Award                              | Література для підлітків               | Фіналіст       | [ 26 ]        |
| 2020 рік | Премія «Золотий змій».                   | Художня література для молоді          | Переможець     | [ 27 ]        |
| 2020 рік | Асоціація бібліотечних послуг для молоді | Вибір підлітків                        | Десятка кращих | [ 28 ] [ 29 ] |